# Villalba de los Barros
Villalba de los Barros ist eine Kleinstadt und eine Gemeinde (municipio) mit 1.447 Einwohnern (Stand: 2024) im Zentrum der spanischen Provinz Badajoz in der Autonomen Gemeinschaft Extremadura. 

## Lage
Villalba de los Barros liegt etwa 56 Kilometer südöstlich der Provinzhauptstadt Badajoz und etwa 35 Kilometer südsüdwestlich von Mérida in einer Höhe von ca. 305 m. Das Klima im Winter ist gemäßigt, im Sommer dagegen warm bis heiß; die eher geringen Niederschlagsmengen (ca. 444 mm/Jahr) fallen – mit Ausnahme der nahezu regenlosen Sommermonate – verteilt übers ganze Jahr.

## Bevölkerungsentwicklung
| Jahr      | 1970 | 1981 | 1991 | 2001 | 2011 | 2021 |
| Einwohner | 2106 | 1731 | 1759 | 1672 | 1615 | 1471 |

Der nur leichte Bevölkerungsrückgang in der zweiten Hälfte des 20. Jahrhunderts ist im Wesentlichen auf die Mechanisierung der Landwirtschaft und den daraus resultierenden Verlust von Arbeitsplätzen zurückzuführen.

## Sehenswürdigkeiten
- Burgruine von Villalba de los Barros
- Marienkirche (Iglesia de Nuestra Señora de la Purificación)
- Konvent von Montevirgen

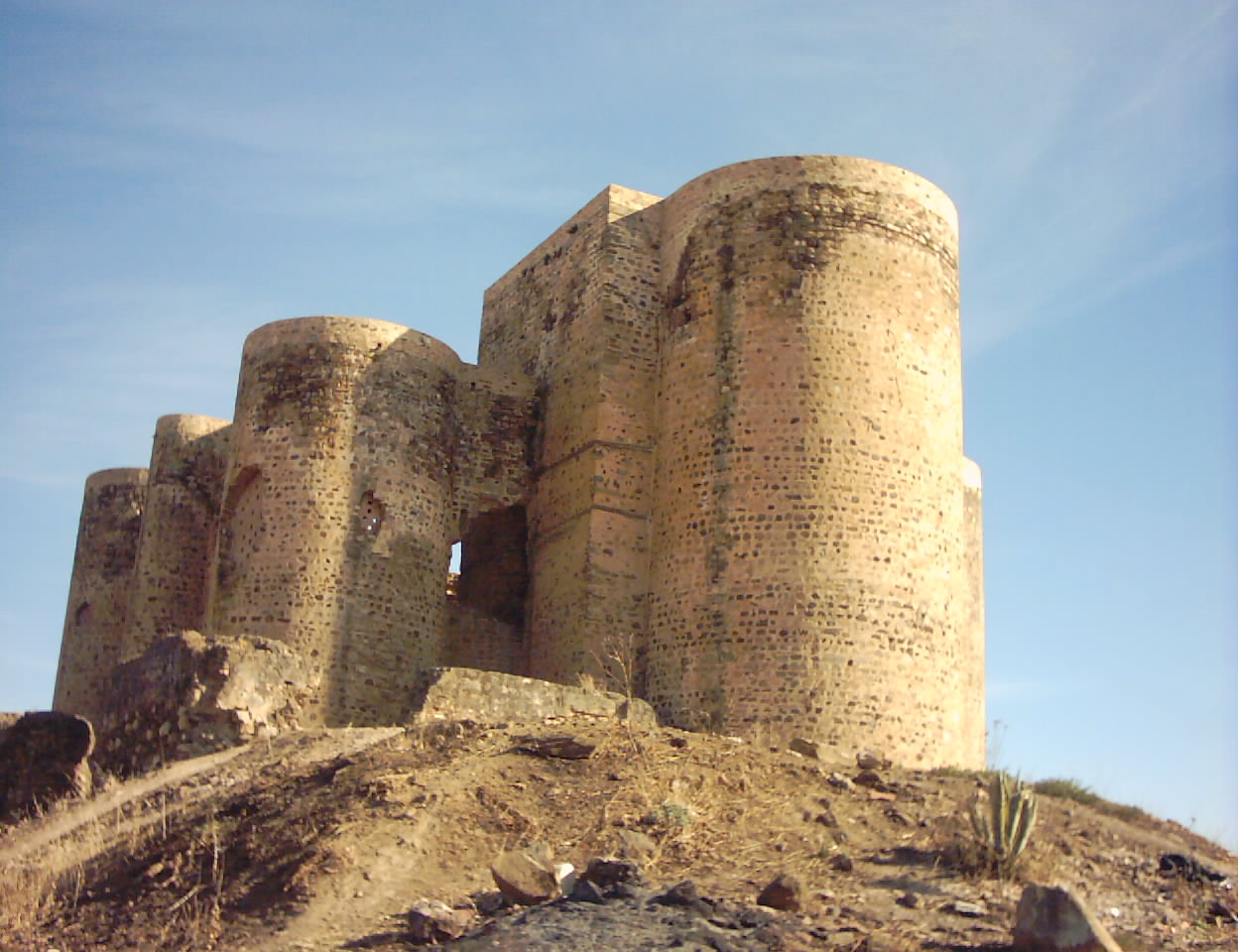
Burgruine